# Битва при Мутине (193 до н. э.)
Битва при Мутине — военный конфликт, произошедший, предположительно, в 193 году до н. э. между Римской республикой и племенем бойев близ города Мутина (современная Модена).
По свидетельству Тита Ливия, битва при Мутине была выиграна Луцием Корнелием Мерулом и означала полное поражение бойев. Однако, хотя победа и была за римлянами, она дорого обошлась им, что вызвало недовольство офицеров. Из-за небрежности полководца сенат отказал проводить триумф при прибытии Луция Корнелия Мерула в Рим.